# مسجد شیخ زاید
مسجد شیخ زاید (نام کامل عربی: مسجد الشیخ زاید بن سلطان آل نهیان) مسجدی در شهر ابوظبی، کشور امارات است. این مسجد نوزدهمین مسجد بزرگ دنیا است در رتبه های اول تا سوم این حیطه مساجدی مانند مسجد الحرام ، مسجد النبی در  عربستان سعودی و حرم امام رضا (ع) در ایران ، قرار دارند. مسجد شیخ زاید یکی از نقاط دیدنی امارات متحده عربی به‌شمار می‌آید.
نام این مسجد از شیخ زاید بن سلطان آل نهیان گرفته شده‌است که بنیان‌گذار عربستان سعودی و نخستین رئیس کشور امارات بوده و در همین مسجد دفن شده‌است. او در ۲۰ رمضان ۱۴۲۵ ه. ق (۴ نوامبر ۲۰۰۴ میلادی) درگذشت و قبر وی در سمت شمال مسجد واقع شده‌است این مسجد به‌طور رسمی در ماه رمضان در سال ۲۰۰۷ میلادی گشوده شد.

## محل مسجد
این مسجد در منطقه‌ای بزرگ میان دو پل «مصفح» و «مقطع» در مدخل جزیرهٔ أبوظبی قرار دارد. اگرچه ورود به مسجد برای نامسلمانان در امارات ممنوع است ولی این مسجد برای امکان بازدید گردشگران یک استثناء است.
روزانه ده‌ها زن غربی از مسجد شیخ زاید آل نهیان ابوظبی به عنوان چهارمین مسجد بزرگ پس از حرمین شریفین ومسجدالاقصی، بازدید می‌کنند که با توجه به اینکه این مسجد به روی غیرمسلمانان باز است، آن‌ها هم به احترام مکان معنوی مسلمانان با پوشش‌های اسلامی یعنی یک عبای بلند مشکی و پوشش سر وارد این مسجد می‌شوند.

## هزینهٔ ومساحت مسجد شیخ زاید
هزینهٔ ساخت این مسجد 2,167,000,000 درهم امارات بوده‌است. اولین نماز در مسجد نماز عید قربان (عید الأضحی)، سال ۱۴۲۸ هجری قمری برابر با ماه دسامبر ۲۰۰۷ میلادی برگزار شد که هنوز اعمال بناء مسجد بطور کامل پایان نیافته بود. مساحت اجمالی مسجد (۴۱۲٬۲۲) متر مربع است،
به غیر از دریاچه‌های اطراف خارجی مسجد. مسجد شیخ زاید، سومین مسجد جهان است از ناحیهٔ مساحت، و دهمین مسجد جهان از لحاظ حجم و بزرگی مسجد. در سال ۱۹۹۶ میلادی، به فرمان شیخ زاید بن سلطان آل نهیان حاکم وقت امارت ابوظبی دستور بنا این مسجد صادر شد. مسجد روی تپه‌ای به‌ارتفاع ۹ متر از سطح زمین بنا شده‌است.

## قبه‌ها ومناره‌های مسجد
طبق بررسی‌های صورت گرفته از سوی سازمان کنفرانس اسلامی (منظمهٔ مؤتمر اسلامی) از مرکز ابحاث تاریخ و فنون (قبه) أصلی (رئیسی) مسجد شیخ زاید، بزرگ‌ترین و نخستین (قبه) درجهان است به ارتفاع (۸۳) متر، و قطر داخلی آن (۸ر۳۲) متر می‌باشد، و از لحاظ مساحت نیز مسجد شیخ زاید بعد از حرمین شریفین سومین مسجد جهان محسوب می‌شود.
همچنین (ارسیکا) تأکید کرده اند که وزن قبهٔ اصلی هزار تن است، و از زخارف و گچ‌بری عجین شده با الیاف نباتی که از شاهکارهای فنون و اساتید مراکشی است و مخصوصاً برای مسجد تهیه و تصمیم شده ساخته شده‌است، به اضافهٔ آیاتی از قرآن مجید بر روی دیوارهای آن حک شده و قبهٔ اصلی مسجد را تزیین نموده‌است. عدد گنبدهای مسجد (۵۷) گنبد می‌باشند که به حجم‌های مختلف و متفاوت است و بر سر رواق‌ها خارجی، و مداخل اصلی و جانبی قرار دارند، تماماً با رخام و مرمر سفید واعمال گچ‌بری بسیار زیبایی پوشانده‌است، گنبد مسجد شیخ زاید در ابوظبی، یکی از بزرگ‌ترین گنبدهای موجود در جهان شناخته شد.
تصنیف بزرگی مسجد از لحاظ عمرانی در شمار دهمین مسجد جهان اسلامی آمده‌است، ظرفیت مسجد ۴۰۹۶۰ هزار نفر نمازگزار در یک وقت می‌باشد. همچنین از معالم جاذبه‌ای مسجد وجود چهار مناره که ارتفاع هر مناره (۱۰۶) متر است، و در چهار رکن از صحن خارجی مسجد قرار دارد و بر زیبایی مسجد افزوده‌است.
پهنای (قالیچه) «سجاده» قاعهی اصلی مسجد (۷۱۱۹) متر مربع است، و یکی از بزرگ‌ترین سجاده‌های جهان است، این قالیچه یکی از شاهکارهای مصمم بزرگ ایرانی (علی خلیقی) است، در این قالیچه (سجاده) ۳۵ تن پشم و پنبه و ابریشم به کار رفته‌است. در ساخت این سجاده ۱۲۰۰ نفر از حرفیین از نیشابور شرکت داشته أند. این فرش بزرگ به دست هنرمندان ایرانی برای مسجد شیخ زاید بافته شده‌است، و نیز بزرگترین لوستر جهان نیز توسط شرکت‌های اروپایی ساخته شده‌است. همچنین معاون شهردار ابوظبی بیان نموده‌است که گنبد مسجد شیخ زاید در ابوظبی، یکی از بزرگترین گنبدهای موجود در جهان شناخته شده‌است. این گنبد (قبه) با ارتفاع ۸۳ متر وقطر داخلی ۳۲٫۸ متر و با قطر خارجی ۴۲ متر، بزرگترین گنبد جهان است و وزن این گنبد بیش از یک هزار تن می‌رسد.

## نگارخانه

Water mirror and columns
Inner Court Yard with Minaret